# Naturpark Nakskov Fjord
Naturpark Nakskov Fjord er en naturpark der ligger længst mod vest på Vestlolland, og er en 12 km dyb fjord med hele ti store og små øer samt en 7,5 km lang krumodde kaldet Albuen. Naturpark Nakskov Fjord er optaget i Friluftsrådets mærkningsordning for Danske Naturparker. Nakskov Fjord er både et Natura 2000-område  nr. 179 Nakskov Fjord og Inderfjord, og et vildtreservat.